# ريكاردو إيبارا
ريكاردو إيبارا (بالإسبانية: Ricardo Daniel Ibarra)‏ هو مدرب تجديف أرجنتيني، ولد في 28 أغسطس 1950 في بوينس آيرس في الأرجنتين، وتوفي في 15 ديسمبر 2011.

## وصلات خارجية
- ريكاردو إيبارا على موقع الاتحاد الدولي للتجديف (الإنجليزية)
- ريكاردو إيبارا على موقع اللجنة الأولمبية الدولية (الإنجليزية)
- ريكاردو إيبارا على موقع أوليمبيديا (الإنجليزية)